# Anostirus lederi
Anostirus lederi là một loài bọ cánh cứng trong họ Elateridae. Loài này được Heyden miêu tả khoa học năm 1878.